# Pteralopex flanneryi

Distribuição de Pteralopex flanneryi

Pteralopex flanneryi é uma espécie de morcego da família Pteropodidae. Pode ser encontrada nas ilhas de Bougainville, Buka, Choiseul e Ysabel.